# Adelbert von Chamisso

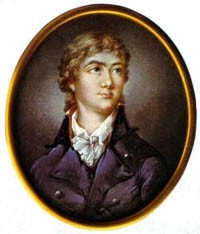
Adelbert von Chamisso

Adelbert von Chamisso (Ante, 30 januari 1781 — Berlijn, 21 augustus 1838) was een Duits schrijver van Franse afkomst uit de Romantiek, die ook zoöloog, botanicus en ontdekkingsreiziger was en bovenal herinnerd wordt als auteur van het sprookje Peter Schlemihls wundersame Geschichte. In Alaska is Chamisso Island naar hem vernoemd.

## Levensloop
Adelbert von Chamisso heette eigenlijk Louis Charles Adélaïde de Chamisso de Boncourt. Hij werd op het slot Boncourt in het dorp Ante in de Champagne geboren, maar zijn adellijke familie moest in 1794 voor de Franse Revolutie op de vlucht. Het slot Boncourt werd afgebroken; slechts de contouren zijn nog zichtbaar in de weilanden bij Ante.

Chamisso werd page van Frederika Louise van Pruisen. Hij leerde in een snel tempo Duits en schreef er verschillende vertellingen en sprookjes in. In Berlijn kwam hij in contact met onder anderen Kleist, Motte-Fouqué, Eichendorff, Hoffmann en Brentano. Chamisso diende als officier in het Pruisische leger van 1798 tot 1807, en werd lid van de Nordsternbund, een verzameling gelijkgestemde dichters. Chamisso keerde na zijn legerdienst nog naar Frankrijk terug en bezocht ook Zwitserland, maar kreeg een afkeer van Napoleon. Hij legde zich toe op de plantkunde en besloot in 1815 op expeditie te gaan.
In 1814 publiceerde hij Peter Schlemihls wundersame Geschichte; het is een enigszins autobiografische kruising tussen een sprookje en een novelle, vol magische wendingen, dat in alle belangrijke talen uit die tijd vertaald werd en Chamisso wereldberoemd maakte. Het verhaal gaat over een man die zijn schaduw verkoopt in ruil voor de onuitputtelijke gelukszak van de Fortuin, en uiteindelijk wereldreiziger en natuurkundige wordt dankzij een paar zevenmijlslaarzen. De parallellen met Chamisso zelf zijn duidelijk; de schaduw kan misschien op zijn identiteit wijzen: hij was soms een Fransman, soms een Duitser, maar altijd slechts een afgietsel van een van beide. Chamisso stapte af van Franstalige gedichten, maar verloochende zijn afkomst nooit.
Als ontdekkingsreiziger maakte Chamisso zich verdienstelijk door grote delen van Alaska en de Aleoeten in kaart te brengen: hij maakte deel uit van een drie jaar durende poging om de Noordoostelijke Doorvaart te vinden in de Stille Oceaan, in opdracht van de Russische overheid en onder leiding van Otto von Kotzebue. Chamisso bestudeerde nauwgezet de plaatselijke plantenwereld en de Inuit-bevolking en publiceerde later zijn dagboeken van deze reis. Ook maakte hij in 1837 nog een studie van het Hawaïaans. Na zijn terugkomst, in 1819, werd Chamisso directeur van de Botanischer Garten Berlin; hij ligt ook in Berlijn begraven, nabij het plein dat zijn naam draagt.
Chamisso is een typisch romanticus: de werkelijkheid wordt bij hem op een sprookjesachtige manier voorgesteld, en enige moraal of levenswijsheid is nooit belerend. Tevens was Chamisso een verdienstelijk lyricus: hij bezat een eigen dichtstijl, gekenmerkt door eenvoud en vindingrijkheid. Zijn cyclus Frauenliebe und -leben is in 1840 door Robert Schumann op muziek gezet. Ook componist Carl Loewe schreef een liederen op de gehele cyclus, andere componisten schreven muziek voor delen uit de cyclus. In een relatief groot aantal van zijn gedichten staan vrouwen en meisjes centraal als onderwerp, zoals ook in 'Frauen-Liebe und Leben'. Deze vrouwengedichten in de ik-vorm zijn bijzonder voor de tijd waarin Von Chamisso schreef, met name omdat hij zich zo inleefde in de psychologie van zijn vrouwelijke hoofdpersonen.
Aangezien Chamisso een van de succesrijkste niet-oorspronkelijk Duitstalige auteurs was, is in 1985 een prijs naar hem vernoemd: de Adelbert-von-Chamisso-Preis, die aan schrijvers wordt uitgereikt wier moedertaal niet het Duits is en die een lovenswaardig Duits werk hebben

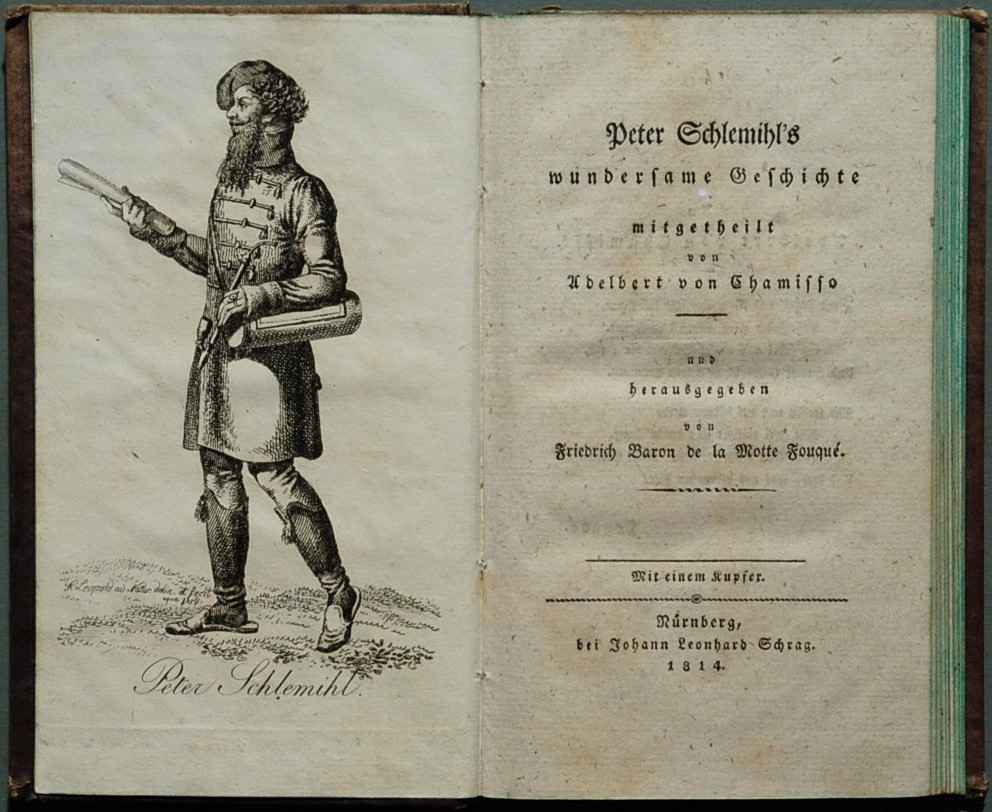
titelpagina van "Peter Schlemihls wundersame Geschichte"

geschreven.

## Werken
- 1806 Fortunati Glückseckel und Wünschhütlein (sprookje)
- 1814 Peter Schlemihls wundersame Geschichte (novelle)
- 1821 Bemerkungen und Ansichten einer Entdeckungsreise
- 1830 Frauenliebe und -leben (gedichtencyclus)
- 1832 Der deutsche Musenalmanach (met Gustav Schwab)
- 1833 Die alte Waschfrau (gedichtencyclus)
- 1836 Reise um die Welt in den Jahren 1815-1818 (dagboek)
- 1837 Über die Hawaiische Sprache (verhandeling)

- Bibsys: 90071586
- Biblioteca Nacional de Chile: 000035089
- Biblioteca Nacional de España: XX849121
- Bibliothèque nationale de France: cb118959665 (data)
- Author citation (botany): Cham.
- Catàleg d'autoritats de noms i títols de Catalunya: 981058511811006706
- CiNii: DA00553702
- Stuttgart Database of Scientific Illustrators 1450–1950: 5423
- Gemeinsame Normdatei: 118520040
- International Standard Name Identifier: 0000 0001 2118 4513
- Library of Congress Control Number: n80049626
- Nationale Bibliotheek van Letland: 000059422
- MusicBrainz: 3d6468ae-f7a2-44e1-a176-5bfa38eb7ead
- Bibliotheek van het Japanse parlement: 00435666
- Nationale Bibliotheek van Tsjechië: jn20000603091
- Nationale bibliotheek van Australië: 35027168
- Nationale Bibliotheek van Israël: 987007259691405171
- Nationale Bibliotheek van Polen: a0000001967222
- Nationale en Universitaire bibliotheek Zagreb: 000061690
- Nederlandse Thesaurus van Auteursnamen: 069977925
- Réseau des bibliothèques de Suisse occidentale: 02-A000034039
- RKD-Nederlands Instituut voor Kunstgeschiedenis: 16303
- Russische Staatsbibliotheek: 000016657
- Istituto Centrale per il Catalogo Unico: CFIV032105
- LIBRIS: 236396
- SNAC: w6668r6k
- Système universitaire de documentation: 02677710X
- Museum of New Zealand Te Papa Tongarewa: 50247
- Trove: 800678
- Union List of Artist Names: 500017530
- Virtual International Authority File: 4927907
- WorldCat: E39PBJwRWkyf8tb833Kd8RqYT3